# Солонович, Евгений Михайлович
Евгений Михайлович Солонович (род. 21 февраля 1933, Симферополь) — русский переводчик итальянской поэзии.

## Биография и творчество
Окончил Московский государственный педагогический институт иностранных языков (1956).
В 1959 году дебютировал в печати крупной публикацией — переводами с итальянского в антологии «Поэты Далмации эпохи Возрождения XV—XVI веков». Перевёл значительный объём итальянской поэзии всех веков и направлений, в том числе произведения Данте Алигьери, Франческо Петрарки, Никколо Маккиавелли, Лудовико Ариосто, Джузеппе Джоакино Белли, Джозуэ Кардуччи, Джузеппе Унгаретти, Сальваторе Квазимодо, Эудженио Монтале, Андреа Дзандзотто. Переводил также итальянскую прозу (Альберто Моравиа, Джузеппе Д`Агата, Итало Кальвино, Умберто Саба и др.). Лауреат множества престижных литературных премий Италии. Кроме того, известен как переводчик армянской поэзии.
С 1993 по 2018 год преподавал в Литературном институте, профессор.

## Награды и премии
- Командор ордена Звезды итальянской солидарности[1]
- Премия «Мастер» (2012)
- Почётный доктор римского университета «Ла Сапьенца» (2013)[2]
- Почётный доктор Сиенского университета[2]

## Публикации (отдельные авторские книги)
- Итальянская поэзия в переводах Евгения Солоновича. М.: Радуга, 2000
- Тетрадь по арифметике кота Котангенса. М.: Нигма, 2016
- Русский Амаркорд. Я вспоминаю (с М. Визелем). М: АСТ, Редакция Елены Шубиной, 2024
- Детские стихи. М: ИД Городец, Ласка-Пресс, 2024